# 格利博卡巴爾卡 (茲納緬卡區)
48°42′2″N 32°24′23″E / 48.70056°N 32.40639°E
格利博卡巴爾卡（烏克蘭語：Глибока Балка），是烏克蘭中部的村莊，隸屬基洛夫格勒州的克羅皮夫尼茨基區。該村面積1.71平方公里，海拔高度207米，2001年人口195，人口密度每平方公里114人。